# Ема Екщайн
Ема Екщайн (на немски: Emma Eckstein) е австрийски психоаналитик, ранен пациент на Зигмунд Фройд.

## Биография
Родена е на 28 януари 1865 година във Виена, Австрия. Произлиза от видно социалистическо семейство и е активна във Виенското женско движение. Когато е на 27 години тя отива при Фройд да търси лечение за неясни симптоми като стомашни болки и лека депресия свързана с менструацията. Фройд диагностицира Екщайн като страдаща от хистерия и смята, че тя мастурбира прекалено много, което в тези дни е смятано за опасно за душевното здраве. Фройд подозира в допълнение „носова рефлексна невроза“, състояние популяризирано от неговия приятел и сътрудник Вилхелм Флийс – специалист по уши, нос, гърло. Флийс лекува „носовата рефлексна невроза“ като обгаря вътрешността на носа под местна упойка с кокаин използван като упойка. Флийс открива, че лечението дава добри резултати като неговата пациентка става все по-малко депресирана. Той също така предполага, че ако временното обгаряне е от временна полза, то може би операция ще доведе до по-постоянни резултати. Той започва да оперира носовете на пациенти, диагностицирани с разстройство, включително Екщайн и дори самия Фройд.
Операцията на Екщайн е катастрофална. Тя страда от ужасни инфекции и обилно кръвотечение. Фройд извиква специалист, неговия стар приятел от училище д-р Игназ Розан, който премахва огромна хирургическа марля, която Флийс не е премахнал. Носовите отвори на Екщайн са толкова повредени, че тя остава за постоянно обезобразена. Фройд отначало отдава тази вреда на операцията, но по-късно като опит да разубеди приятеля си, да не се самообвинява, Фройд повтаря, че първоначалните носови симптоми са поради хистерия.
Умира на 30 юли 1924 година във Виена на 59-годишна възраст.